# Campionati del mondo di atletica leggera indoor 2016 - 400 metri piani femminili
I 400 metri piani femminili si sono svolti il 18 ed il 19 marzo 2016. Hanno partecipato alla gara 18 delle 19 qualificate,

## Programma
| Data     | Orario | Round      |
| -------- | ------ | ---------- |
| 18 marzo | 12:25  | Batterie   |
| 18 marzo | 19:25  | Semifinali |
| 19 marzo | 18:47  | Finale     |

## Risultati

### Batterie
Passano le prime 2 di ogni semifinale più i migliori 4 tempi.
| Pos | Batt | Nome                    | Naz.                                 | Tempo   | Note      |
| --- | ---- | ----------------------- | ------------------------------------ | ------- | --------- |
| 1   | 1    | Oluwakemi Adekoya       | Bahrein (bandiera)                   | 52.27   | Q         |
| 2   | 1    | Stephenie Ann McPherson | Giamaica (bandiera)                  | 52.56   | Q         |
| 3   | 1    | Kabange Mupopo          | Zambia (bandiera)                    | 52.72   | q, NR     |
| 4   | 2    | Ashley Spencer          | Stati Uniti (bandiera)               | 52.96   | Q         |
| 5   | 4    | Quanera Hayes           | Stati Uniti (bandiera)               | 52.98   | Q         |
| 6   | 4    | Małgorzata Hołub        | Polonia (bandiera)                   | 53.15   | Q         |
| 7   | 2    | Lisanne de Witte        | Paesi Bassi (bandiera)               | 53.19   | Q         |
| 8   | 4    | Bianca Răzor            | Romania (bandiera)                   | 53.27   | q         |
| 9   | 1    | Samantha Edwards        | Antigua e Barbuda (bandiera)         | 53.70   | q         |
| 10  | 2    | Grace Claxton           | Porto Rico (bandiera)                | 53.97   | q         |
| 11  | 3    | Justyna Święty          | Polonia (bandiera)                   | 54.25   | Q         |
| 12  | 3    | Iveta Putalová          | Slovacchia (bandiera)                | 54.53   | Q         |
| 13  | 3    | Ashley Kelly            | Isole Vergini Britanniche (bandiera) | 54.95   |           |
| 14  | 1    | Amaliya Sharoyan        | Armenia (bandiera)                   | 55.13   | SB        |
| 15  | 4    | Djénébou Danté          | Mali (bandiera)                      | 55.76   | NR        |
| 16  | 2    | Christina Francisco     | Guam (bandiera)                      | 1:00.08 | NR        |
|     | 3    | Chrisann Gordon         | Giamaica (bandiera)                  | DNF     |           |
|     | 4    | Tjipekapora Herunga     | Namibia (bandiera)                   | DQ      | R163.3(b) |
|     | 2    | Hindi Abdiqadir Abdi    | Somalia (bandiera)                   | DNS     |           |

### Semifinali
Passano in finale le prime 3 di ogni semifinale
| Pos | Batt | Nome                    | Naz.              | Tempo | Note  |
| --- | ---- | ----------------------- | ----------------- | ----- | ----- |
| 1   | 2    | Oluwakemi Adekoya       | Bahrein           | 51.47 | Q,AR  |
| 2   | 2    | Quanera Hayes           | Stati Uniti       | 51.54 | Q     |
| 3   | 2    | Stephenie Ann McPherson | Giamaica          | 51.91 | Q, SB |
| 4   | 1    | Ashley Spencer          | Stati Uniti       | 52.39 | Q     |
| 5   | 2    | Kabange Mupopo          | Zambia            | 52.68 | NR    |
| 6   | 2    | Małgorzata Hołub        | Polonia           | 52.73 | SB    |
| 7   | 1    | Justyna Święty          | Polonia           | 53.00 | Q     |
| 8   | 1    | Iveta Putalová          | Slovacchia        | 53.13 | Q, SB |
| 9   | 1    | Bianca Răzor            | Romania           | 53.34 |       |
| 10  | 1    | Lisanne de Witte        | Paesi Bassi       | 53.35 |       |
| 11  | 2    | Grace Claxton           | Porto Rico        | 53.67 |       |
| 12  | 1    | Samantha Edwards        | Antigua e Barbuda | 54.67 |       |

### Finale
| Pos | Batt | Nome                    | Naz.        | Tempo | Note |
| --- | ---- | ----------------------- | ----------- | ----- | ---- |
| 1   | 5    | Oluwakemi Adekoya       | Bahrein     | 51.45 | AR   |
| 2   | 6    | Ashley Spencer          | Stati Uniti | 51.72 |      |
| 3   | 4    | Quanera Hayes           | Stati Uniti | 51.76 |      |
| 4   | 2    | Stephenie Ann McPherson | Giamaica    | 52.20 |      |
| 5   | 3    | Justyna Święty          | Polonia     | 52.46 |      |
| 6   | 1    | Iveta Putalová          | Slovacchia  | 54.39 |      |